# Jejkowice
Jejkowice (deutsch Jeykowitz) ist ein Dorf im Powiat Rybnicki der Woiwodschaft Schlesien in Polen. Es ist Sitz der gleichnamigen Landgemeinde mit 4185 Einwohnern (Stand 31. Dezember 2020).

## Geschichte
Bis 1922 war der Ort Teil der preußischen Provinz Schlesien/Oberschlesien und lag im Kreis Rybnik.

## Gemeinde
Zur Landgemeinde (gmina wiejska) Jejkowice gehören das Dorf selbst und keine weiteren Dörfer.